# مارفن إيزلي
مارفن إيزلي (بالإنجليزية: Marvin Isley)‏ هو موسيقي أمريكي، ولد في 18 أغسطس 1953 في سينسيناتي في الولايات المتحدة، وتوفي في 6 يونيو 2010 في شيكاغو في الولايات المتحدة بسبب السكري.

## وصلات خارجية
- مارفن إيزلي على موقع IMDb (الإنجليزية)
- مارفن إيزلي على موقع ميوزك برينز (الإنجليزية)
- مارفن إيزلي على موقع أول ميوزيك (الإنجليزية)
- مارفن إيزلي على موقع ديسكوغز (الإنجليزية)